# أفعى الببر
أفعى الببر (الاسم العلمي: Notechis scutatus) من الأفاعي السامة، تعيش في المناطق الجنوبية شبه الاستوائية والمعتدلة في أستراليا، بما في ذلك جزرها الساحلية وتسمانيا.

## الوصف والتكاثر
هي ذات ألوان مختلفة وغالبًا ما تكون ألوانها على هيئة خطوط أفقية تماماً كما في الببر، لذلك سميت «أفعى الببر»، قد يصل طولها إلى 2.1 متر، وتضع أفعى النمر ما بين 20 إلى 30 بيضة، وهناك أنثى وضعت 64 بيضة في حالة فردية.

## الانتشار
وتعيش أفاعي الببر في البيئات الساحلية، والأراضي الرطبة، وكلما كانت الأراضي وفيرة الفرائس أزداد عدد أفاعي الببر فيها، يمتد وجود أفاعي الببر من جنوب أستراليا الغربية إلى جنوبها، وجزيرة تسمانيا، شمالاً إلى فيكتوريا، وبعدها إلى ساوث ويلز. وتعد المناطق الساحلية البيئة المُثلى لأفاعي الببر.

## السُميّة
لأفعى الببر سم عصبي ناخر للعضلات، مُخثر للدم، ومُحلل لكريات الدم الحمراء. تتمثل أعراض اللدغة في: ألم في القدمين والرقبة، وخدر ووخز وتعرق، يتبعه بشكل سريع نوعاً ما صعوبة في التنفس وشلل، ذُكر في دراسة أن نسبة الوفيات نتيجةً لعضة أفعى الببر بين 40% إلى 60% إذا لم تُعالج.

## حالة الحفظ
أفعى الببر نوع محمي في معظم الولايات الأسترالية، عند قتل أو إيذاء أحد أفاعي الببر تترتب عليها غرامة قد تصل إلى 7،500 دولار وكذلك حُكماً بالسجن قد يصل إلى 18 شهراً في بعض الولايات، وكذلك فأنه من غير القانوني تصدير أفعى ببر أسترالية الأصل.